# دهستان زنجان‌رود پایین
زنجانرودپایین، دهستانی است از توابع بخش زنجانرود شهرستان زنجان در استان زنجان ایران.

## جمعیت
براساس سرشماری سال ۱۳۸۵ جمعیت آن ۱۱٬۶۸۶ نفر (۲٬۸۰۱ خانوار) بوده‌است.